# Griekenland op de Paralympische Winterspelen 2018
Griekenland was een van de landen die deelnam aan de Paralympische Winterspelen 2018 in Pyeongchang, Zuid-Korea.

## Deelnemers en resultaten
(m) = mannen, (v) = vrouwen 

### Snowboarden
| Paralympiër           | Onderdeel                 | Resultaat | Prestatie |
| --------------------- | ------------------------- | --------- | --------- |
| Konstantinos Petrakis | Snowboardcross, SB-UL (m) | 19e       | 1:08.71   |
| Konstantinos Petrakis | Slalom, SB-UL (m)         | 19e       | 0:59.45   |

Andorra · Argentinië · Armenië · Australië · België · Bosnië en Herzegovina · Brazilië · Bulgarije · Canada · Chili · China · Denemarken · Duitsland · Finland · Frankrijk · Georgië · Griekenland · Groot-Brittannië · Hongarije · IJsland · Iran · Italië · Japan · Kazachstan · Kroatië · Mexico · Mongolië · Nederland · Nieuw-Zeeland · Noord-Korea · Noorwegen · Oekraïne · Oezbekistan · Oostenrijk · Polen · Roemenië · Servië · Slovenië · Slowakije · Spanje · Tadzjikistan · Tsjechië · Turkije · Verenigde Staten · Wit-Rusland · Zuid-Korea · Zweden · Zwitserland
Neutrale paralympische atleten